# Sven Köhler (Fußballspieler, 1996)
Sven Köhler (* 8. November 1996 in Warstein) ist ein deutscher Fußballspieler.

## Karriere
Der defensive Mittelfeldspieler begann beim Warsteiner Amateurverein SuS Sichtigvor mit dem Fußballspielen und wechselte im Jahre 2009 in die Jugendabteilung von Borussia Dortmund. Drei Jahre später wechselte Köhler zum Ligarivalen VfL Bochum, bevor er sich im Jahre 2014 der A-Jugend des FC Schalke 04 anschloss. Mit den Schalkern wurde Köhler in der Saison 2014/15 an der Seite der späteren deutschen Nationalspieler Leroy Sané und Thilo Kehrer deutscher Meister durch einen 3:1-Finalsieg über die TSG 1899 Hoffenheim.
Zur Saison 2015/16 sollte Köhler in die zweite Herrenmannschaft von Schalke 04 aufrücken. In der Vorbereitung nahm er am Trainingslager der Profimannschaft teil. Anschließend kam er aber nur in der zweiten Mannschaft zum Einsatz, wurde oft früh ausgewechselt. Nach einem Streit mit dem Trainer Jürgen Luginger wurde Köhlers Vertrag Ende 2016 aufgelöst. Nach eigener Aussage hatte Köhler zu diesem Zeitpunkt zu 99 Prozent mit einer Profikarriere abgeschlossen und begann eine Ausbildung zum Industriekaufmann. Darüber hinaus wechselte Köhler zum westfälischen Oberligisten SV Lippstadt 08.
Mit den Lippstädtern wurde Köhler in der Saison 2017/18 Meister der Oberliga Westfalen und stieg in die Regionalliga West auf. Ein Jahr später wechselte Sven Köhler zum Zweitligisten VfL Osnabrück. Sein Profidebüt gab er am 2. August 2019 beim 1:0-Sieg der Osnabrücker beim SV Sandhausen, als Köhler für Anas Ouahim eingewechselt wurde.
Im Wintertransferfenster der Saison 2020/21 wechselte der mittlerweile 24-Jährige Mittelfeldakteur auf Leihbasis zum SC Verl in die dritte Liga. Dort debütierte er am 30. Januar 2021 im Ligaspiel gegen den SV Meppen (3:1). In der Sommerpause kehrte er zu den aus der 2. Bundesliga abgestiegenen Osnabrückern zurück.
In der Sommerpause 2023 wechselte Köhler nach Dänemark zu Odense BK, mit dem er einen bis Sommer 2026 datierten Vertrag unterschrieb. Bereits im folgenden Jahr schloss er sich Eintracht Braunschweig an und unterschrieb dort einen Vertrag bis 2027.

## Erfolge
- Deutscher A-Jugendmeister 2015
- Westfalenmeister 2018